# BOSCH/ボッシュ
『BOSCH/ボッシュ』（原題：Bosch）は、2014年初頭に先行版が公開され視聴者の意見を聞いた上でシリーズが発注され、2015年からAmazon Prime Videoで配信された米国のテレビドラマシリーズである。
マイクル・コナリー原作のロサンゼルス市警察刑事ハリー・ボッシュを主人公とするミステリー小説「ハリー・ボッシュ・シリーズ」のテレビドラマ化作品である。コナリーは製作総指揮も担当する。2021年6月25日に公開されたシーズン7をもって終了した。2022年時点でAmazonオリジナルシリーズとして最長の記録を持つ。
シリーズ終了後、派生作品がIMDb TVあらためAmazon Freeveeで製作されており、『ボッシュ: 受け継がれるもの』(Bosch Legacy)として2022年5月6日に配信開始された（日本ではAmazon Freeveeが視聴可能でないが、Amazon Prime Videoで配信されている）。また、シリーズ2作目のスピンオフ作品『バラード 未解決事件捜査班』が2025年7月9日にAmazon Prime Videoで公開された。

## 登場人物

### メイン
- ハリー・ボッシュ
  - 演 - タイタス・ウェリヴァー、日本語吹替 - 広瀬彰勇
  - ロス市警の三級刑事。元アメリカ陸軍特殊部隊員で、湾岸戦争に従軍し、アメリカ同時多発テロ事件後はアフガニスタンにも派兵された経験を持つ。売春婦の母を殺され、養護施設で育つ。離婚した妻と娘がいる。フルネームは15世紀の画家ヒエロニムス・ボッシュと同名。
- ジェリー・エドガー
  - 演 - ジェイミー・ヘクター（英語版）、日本語吹替 - 古賀明
  - ボッシュの相棒。二級刑事。ハイチ共和国出身。
- グレイス・ビレッツ
  - 演 - エイミー・アキノ、日本語吹替 - 岡まゆみ
  - ボッシュの上司で友人。警部補。
- アーヴィン・アーヴィング
  - 演 - ランス・レディック、日本語吹替 - 佐々木誠二
  - ロス市警本部長代理、後に本部長。
- エレノア・ウィッシュ (シーズン1-4)
  - 演 - サラ・クラーク、日本語吹替 - 清水はる香
  - ボッシュの元妻でプロファイリング専門の元FBI捜査官。再婚しラスベガスのカジノでプロのポーカープレイヤーとして勤務。
- マディ・ボッシュ
  - 演 - マディソン・リンツ（英語版）、日本語吹替 - 大平香奈
  - ボッシュとエレノアの娘。エレノアと共にラスベガス在住。
- ジュリア・ブレイシャー (シーズン1)
  - 演 - アニー・ワーシング、日本語吹替 - 田中杏沙
  - 新米警官でボッシュと交際。
- レイナード・ウェイツ (シーズン1)
  - 演 - ジェイソン・ゲドリック
  - 連続殺人犯でボッシュと同様に養護施設育ち。
- ヴェロニカ・アレン (シーズン2-3、5)
  - 演 - ジェリー・ライアン
  - 殺されたポルノ映画製作者トニー・アレンの妻で元ポルノ女優。
- カール・ナッシュ (シーズン2)
  - 演 - ブレント・セクストン（英語版）
  - 引退した元腐敗警察官。
- ハニー（マネー）・チャンドラー (シーズン1-6でリカーリング、シーズン7でメイン)
  - 演 - ミミ・ロジャース 、日本語吹替 - 幸田直子
  - 人権派の弁護士。
- ジミー・ロバートソン (シーズン3-5でリカーリング、シーズン7でメイン)
  - 演 - ポール・カルデロン（英語版）
  - ベテランの刑事。ニュートン署、さらに市警本部へ転属。

### リカーリング
- バレル・ジョンソン
  - 演 - トロイ・エヴァンス
  - ハリウッド署でのボッシュの同僚のベテラン二級刑事。
- クレート・ムーア
  - 演 - Gregory Scott Cummins
  - ハリウッド署でのボッシュの同僚のベテラン二級刑事。
- ジョン・マンキウィッツ（通称 マンク）
  - 演 - Scott Klace
  - ハリウッド署でのベテランの巡査部長。
- リチャード・オシェイ (シーズン1-4)
  - 演 - スティーヴン・カルプ
  - 地区検事。
- フランシス・シーハン (シーズン2-4)
  - 演 - Jamie McShane
  - ベテラン刑事。
- テリー・ドレイク (シーズン3-7)
  - 演 - バリー・シャバカ・ヘンリー
  - ベテラン刑事。
- ロンデル・ピアス (シーズン3-7)
  - 演 - DaJuan Johnson
  - ジョージ・アーヴィング刑事の相棒、のちにロバートソン刑事の相棒。
- アニタ・ベニーテス (シーズン3)
  - 演 - パオラ・ターベイ（英語版）
  - ホランド事件の担当検事でボッシュと親密になる。
- アンドリュー・ホランド (シーズン3)
  - 演 - ジョン・アレス（英語版）
  - 殺人事件の容疑者となる映画監督。
- ジュン・パーク (シーズン3-7)
  - 演 - リンダ・パーク（英語版）
  - コリアンタウン連続殺人事件でアーヴィンと知り合い結婚する女性。
- スコット・アンダーソン
  - 演 -エリック・ラディーン（英語版））(シーズン3, 5-7)
  - LAタイムズの新聞記者。
- ブラッドリー・ウォーカー (シーズン3-4)
  - 演 - ジョン・ゲッツ
  - 議会の警察委員長。
- ハワード・エライアス (シーズン4)
  - 演 - クラーク・ジョンソン
  - たびたびロス市警と争う人権派の黒人弁護士。
- ガブリエラ・リンカーン (シーズン4)
  - 演 - Tamberla Perry
  - ロス市警内務監査官。
- パメラ・ダンカン (シーズン4)
  - 演 - アン・デュデック
  - エライアスの愛人。
- マイケル・ハリス (シーズン4)
  - 演 - Keston John
  - 殺人事件容疑者の黒人。
- ヘクター・ボナー (シーズン5)
  - 演 - ライアン・ハースト
  - ハニー・チャンドラーの調査員。
- クリスティーナ・ヴェガ (シーズン5-7)
  - 演 - ジャクリーン・オブラドス（英語版）
  - ハリウッド署に転任してきてピアスの相棒となる刑事。
- プレストン・ボーダーズ (シーズン5)
  - 演 - クリス・ブラウニング（英語版）
  - かつてボッシュが逮捕し服役中の殺人犯。
- リタ・テデスコ (シーズン5)
  - 演 - ジュリエット・ランドー
  - プレストン・ボーダーズの妻。
- ホセ (シーズン5)
  - 演 - ヤニ・ゲルマン
  - 薬局の息子。
- ウォルシュ (シーズン5)
  - 演 - クリス・ヴァンス
  - 薬物売買組織のボス。
- チャーリー・ホーヴァン (シーズン5-7)
  - 演 - Celestino Cornielle
  - 麻薬捜査官。
- デニス・クーパー (シーズン5-7)
  - 演 - Mark Herrier
  - グレイス・ビレッツの上司の警部。
- ドナ・ソベル (シーズン5-7)
  - 演 - ベス・アームストロング
  - 判事。ボッシュのガールフレンド。
- アントニオ・ヴァレンス (シーズン6-7)
  - 演 - Jonny Rios
  - 看護士。マディのボーイフレンド
- アリシア・ケント (シーズン6)
  - 演 - リン・コリンズ
  - 医学物理士スタンリー・ケントの妻。
- シルビア・リース (シーズン6-7)
  - 演 - Julie Ann Emery
  - FBI捜査官。
- クリフ・マクスウェル (シーズン6)
  - 演 - カーター・マッキンタイア
  - FBI捜査官。
- ブレナー (シーズン6-7)
  - 演 - アダム・J・ハリントン（英語版）
  - FBI捜査官、リースとマクスウェルの上司。
- コルトレーン（シーズン5-）
  - 雑種の中型犬
  - 薬物組織のアジトにいたとき、殺されそうになったところを潜入捜査中のボッシュに助けられる。
  - 名前はモダンジャズを代表するサックス奏者のジョン・コルトレーンから。

## あらすじ

### シーズン1のあらすじ
シーズン1は長編『ブラック・ハート』、『シティ・オブ・ボーンズ』、『エコー・パーク』に基づく。
LA市警ハリウッド署殺人課に勤めるハリー・ボッシュは、容疑者を射殺した件で裁判にかけられる。虐待を受けた少年の白骨が発見され、相棒のエドガーと捜査する。死体を運搬中に逮捕されたウェイツと名乗る男は、白骨化事件を含む多数の殺人の詳細を自白する代わりに死刑を逃れる司法取引を申し出る。地方検事オシェイは取引に応じるが、ウェイツはボッシュらと殺害現場に向かう途中で警官を撃って逃げる。市警本部長代理アーヴィングは市長選への野心を持つオシェイと取り引きし、昇進の約束と引き換えにオシェイの失態を撮影したビデオを隠す。逃亡したウェイツはなぜかボッシュに執着し、殺人を続けながらしばしば電話をかけて来る。ボッシュは元FBI捜査官の元妻エレノアによるプロファイリングの助けを得てウェイツを追いながら、並行して白骨化事件の捜査も続ける。白骨で見つかった少年アーサーは姉に虐待を受け、姉は父親に虐待されていたことが分かる。ボッシュは、交際していた新米警官のブレイシャーをめぐって警察内部にも多くの敵を作る。ウェイツの言動から自分と同じ児童養育施設出身であることを知って正体に迫り、人質を救い射殺する。アーサーを殺した当時の遊び仲間は犯行時に若年だったために罪を逃れるが、アーサーの父親が殺す。ボッシュは警察内部で暴力沙汰を起こして停職になる。

### シーズン2のあらすじ
シーズン2は長編『ラスト・コヨーテ』、『トランク・ミュージック』に基づく。
ボッシュは復職し、FBIの監視下にあったポルノ映画の製作者アレンの殺人事件を捜査する。麻薬捜査課に配属されたアーヴィングの息子ジョージは、悪徳警官の不正調査のため潜入捜査を行う。アーヴィングは公式にオシェイを次期市長に推し、現市長を支持する本部長と軋轢を生じる。FBIは、アレンの親戚で、ラスベガスのアルメニア系マフィアのマークスをテロ組織に関係した容疑で捜査していた。マークスの手下で、実はFBI潜入捜査官のライコフがアレン殺人容疑で逮捕される。マークスはライコフを取り戻すため、ボッシュの元妻エレノアと娘マディを誘拐する。ボッシュが救出し、二人はLAでボッシュと同居する。エレノアはFBIに協力する代わりに処分された経歴を消してもらう。元警官でアレンの住宅地の警備員をする悪徳警察官のボス・ナッシュは悪徳警官たちを率い、潜入していたジョージを殺害する。アーヴィングはボッシュとともに、息子を殺した犯人を密かに捜す。アレンの妻ヴェロニカと関係のあったナッシュが、マークスの金をくすねたアレンを殺し、マークスに罪を着せたことが分かる。マークス一味とナッシュ率いる悪徳警官たちはアレンの金を求めて争い、銃撃戦を起こす。アレンの愛人レイラが金をもって逃げ、追うヴェロニカは殺人事件を起こして逮捕される。市警本部長は辞職し、アーヴィングは苦い思いで代行に就任して、ウェイツの逃亡におけるオシェイの失態のビデオを公開する。ナッシュは逃亡中に死亡する。ボッシュの売春婦だった母親を殺した男は、既に死んでいたことが分かる。

### シーズン3のあらすじ
シーズン3は長編『ナイトホークス』、『夜より暗き闇』、『転落の街』に基づく。
シーズン2から1年4カ月後、エレノアは現夫のいる香港に移り、マディはボッシュと同居する。ヴェロニカの裁判は評決に達せず不審理となる。市長選に敗れたオシェイは裁判での自分の評判を気にしてボッシュとたびたび衝突する。
息子の死を悲しむアーヴィングは、妻に離婚されて引退を望むが、強盗殺人事件の連続したコリアンタウンでパークという女性と出会ったことで変心し、本部長の職を引き受ける。
ボッシュは映画監督ホランドを被告とする殺人事件の裁判の証人となり、担当のベニーテス検事と親密になる。以前から執拗に追っていた容疑者ガンが殺されたことで、ロバートソン刑事と相棒のピアス刑事はボッシュを疑い、ボッシュの証言の信頼性は低下する。ボッシュが密かに設置していた監視カメラの映像から、ガンを殺してボッシュに罪を着せたのはホランドの手下の元刑事だとわかり、ボッシュの疑いは晴れホランドの有罪は確実に見える。
ホームレスの退役兵メドーズの死体が発見される。メドーズを殺した軍隊仲間は軍の請負をしながら大金を盗んでいたことが分かる。張り込み中のエドガーがその一人を射殺してしまい、報復として狙撃され重傷を負う。ボッシュは、部下を殺し大金を独占して逃げようとしていた隊長ドブスを逮捕する。
エレノアはLAに戻りFBIに復職しようとする。ボッシュの母親の事件を担当していた元刑事が放火で死に、議会の警察委員長ウォーカーと事件が関係している可能性が浮上する。療養中のエドガーは家庭が崩壊し、ガンが殺されるのを見過ごしたとボッシュを責める。

### シーズン4のあらすじ
シーズン4は長編『 エンジェルズ・フライト』に基づく。
三か月後、ボッシュは母親の殺人事件を調べ続けていた。マディはボッシュと同居し、エレノアはLAでギャンブラーをしながらFBIに協力し復帰を望む。療養の明けたエドガーは仕事に戻るとともに、崩壊した家庭を修復しようとする。警部の休暇中にグレイスが代理を務める。
ロス市警が、誘拐事件の容疑者である黒人のハリスを拷問し、ブラックガーディアン事件を起こす。たびたびロス市警を訴えてきたハリスの弁護士で、やはり黒人のエライアスが殺される。警官の犯行が疑われ、アーヴィングはボッシュをリーダーとして特捜班を作り、ロバートソン、ピアス、それにかつてボッシュを調査した内務監査官のスナイダーとリンカーンも入れる。
特捜班はブラックガーディアン事件にも関わり、エライアスを恨んでいた強盗殺人課の警官たちを捜査する。ボッシュは捜査状況を議会の警察委員長であるウォーカーに報告するが、ウォーカーはボッシュの母の殺人事件に関心を持つ。エドガーも特捜班に入る。捜査情報がメディアに漏洩し、容疑者で白人のシーアン刑事は雲隠れする。人種間対立も絡み、警察への抗議行動が起きる。エレノアは、中国マフィアに関係するレジーとの結婚が破綻したことを伝えた直後、ボッシュの目前で射殺される。
ボッシュは母親を失ったときのことを思い出し、マディとともに悲しみに堪える。ロバートソンは、ブラックガーディアン事件に関わるドレイク刑事を調べる。シーアン刑事が逮捕され、ブラックガーディアン事件の関与は認めるがエライアス殺人は否認する。だが、シーアン刑事の銃の条痕とエライアス殺しの銃弾の条痕が一致する。腑に落ちないボッシュとロバートソンは捜査を続行する。
リンカーンがエライアス殺しの弾丸の証拠をすり替えたことがわかる。リンカーンは、ウォーカーをエライアス殺人犯として名指しする。リンカーンの内通情報を使ってエライアスがたびたびLA市警を訴えて得た示談金は、リンカーンとウォーカーに流れていたが、エライアスがブラックガーディアン事件に怒って示談を拒否したためにウォーカーに殺されたと言う。特捜班はウォーカーを逮捕するための証拠を探す。
FBIのためにエレノアが調べていた中国人がエレノア射殺の黒幕と分かるが帰国されてしまう。エレノアを使っていたFBIのグリフィン捜査官が、エレノアの撮った画像を中国に流していたことが分かる。ハリウッド署の二人の刑事ジョンソンとムーアが、ひき逃げ事件の捜査から偶然にコリアンタウン連続殺人事件を解決する。
ボッシュはウォーカーのアリバイを崩し、リンカーンがウォーカーに渡した、シーアンとドレイクがハリスを拷問した証拠画像を見つけて密かにハリスに渡す。アーヴィングは市長とウォーカーが結託していることを知り、メディアにリークする。ボッシュはウォーカーがエライアス殺しの凶器を始末しに現場に戻ったところを捕まえ、母親の殺人をも認めさせた後に逮捕する。

### シーズン5のあらすじ
シーズン5は長編『汚名』に基づき、シーズン4の15か月後に始まる。
ボッシュは薬物事件の捜査と、過去の事件の冤罪審理に同時に直面する。ロバートソンはニュートン署に転勤し、代わりにヴェガが転任して来てピアスの相棒になる。ハリウッド署の殺人課をウエスト管区に統合する案が持ち上がる。
薬局が襲われて薬剤師が殺され、ハリウッド署から駆けつたジョンソンとムーアの乗る車両が事故を起こして犯人は逃げ、グレイスは二人を転任させる。退職するかに見えたジョンソンは定年延長を選ぶ。被害者の息子ホセは行方不明となる。ボッシュとエドガーは薬局につながる違法なオキシコドン売買を捜査し、大量に出された処方箋を持った患者たちが薬局を回ってはオキシコドンを買い集め、飛行機でどこかに連れていかれていることを知る。ロバートソンが調べる殺人事件も薬剤師殺人犯につながる。ヴェガとピアスはホセを保護して追手を逮捕し、薬物組織が犯した他の殺人を調べる。ボッシュはオキシコドン中毒の退役軍人を偽って潜入し、他の患者とともに飛行機で砂漠の中の薬物組織のアジトに連れて行かれる。ボッシュは中毒者の女性エリザベス・クレイトンと知り合う。
検事局でボランティアとして働くマディは、アーヴィングが指揮し若い頃のボッシュが担当したスカイラー殺人事件が、冤罪として再調査されていることを知る。ボッシュの元恋人で検事局CIU(誤判究明部)のクリスティーナ・ヘンリーは、恨みからボッシュが証拠を捏造したと決めつけて追及する。ボッシュは犯人ボーダーズの釈放を阻止するため、過去に対立した弁護士のハニー・チャンドラーに依頼し、調査員のボナーが背景を調べる。真犯人であることを自白して死んだ囚人のオルマーと、服役中のボーダーズと結婚した女テデスコと、ボーダーズの弁護士のクローニンとその妻、警察に保管された証拠を偽造した警官のスペンサーは結びつき、ボーダーズの釈放後に市を訴えて多額の賠償金を得ようとする。ボッシュは証拠から写真が一枚消えていることに気づく。クローニンは記者にリークして記事にさせる。
アーヴィングは市長選への出馬を考え、警官による過剰発砲事件を穏便に処理する。スカイラー事件の証拠から写真を一枚抜き取る。
グレイスは警察内の犯罪統計のごまかしに気づき記者にリークする。
離婚したエドガーは情報源のワイズが殺された事件を調べ、ハイチ移民の組織と警官が関与していることを知る。
冤罪事件の記事の写真から薬物組織に潜入中のボッシュの正体がばれ、砂漠から飛行機に乗せられて殺されそうになるが逃れてLAに戻る。イギリス人のウォルシュ率いる薬物組織はアジトを捨てて逃げる。ボッシュはエリザベス・クレイトンを保護し更生施設に入れる。ボッシュとチャンドラーは、姿を隠していたスペンサーを見つける。マディは検事局の内部通達をチャンドラーにリークする。ボーダーズを釈放するべきかどうかの審理が開かれ、チャンドラーはボーダーズらの陰謀を暴き、クローニンと妻は逮捕される。ボッシュはアーヴィングがボーダーズの犯罪の証拠を捏造したことを知る。ウォルシュと手下たちがボッシュの家を襲うが返り討ちにされる。ピアスとヴェガは切断された死体を発見する。
三日後、アーヴィングは殺人課の統合案を棚上げにし、市長選への出馬を発表する。

### シーズン6のあらすじ
シーズン6は『死角 オーバールック』と『素晴らしき世界』に基づき、シーズン5の11か月後に始まる。
ボッシュはエリザベス・クレイトンの娘デイジーの殺害事件の捜査を続ける。デイジーが売春を持ち掛けて客を恐喝をしていたことがわかる。
エドガーは情報源のギャリー・ワイズを汚職警官が殺したと疑い、おとり捜査に加わるが、対象の二人の刑事が殺される。ハイチ移民組織に潜入する麻薬捜査官ホーヴァンと協力して黒幕アヴリールを追う。
アーヴィングは市長選の選挙活動を始め、妊娠したジュンと結婚する。ジョンソンはアーヴィングがかつて同僚の取り調べを中止させたテープを聞いて困惑する。ホームレス問題の改善のために麻薬販売を取り締まる"歩道安全化作戦"をグレイスに指揮させる。
マディはチャンドラーの弁護士事務所でインターンとなり、看護師のアントニオと交際し始める。過去の判決を調べて不審点を見つけ、チャンドラーは冤罪で服役した男クロウに郡を訴えさせる。
医学物理士のスタンリー・ケントが妻アリシアを誘拐され、セシウムを渡すよう脅されたのちに殺される。ボッシュ、エドガーはFBIと共同捜査を始め、セシウムの行方を捜す。アリシアの証言から、コモン・ローだけを尊重しその他の法や政府を無視する極右の"ソブリン市民団"が疑われる。銃撃戦でソブリンの容疑者トラヴィス・ストラウトは死に、ソブリン内のFBI情報提供者も殺される。被爆火傷を負った不法移民の死体が発見され、セシウムは回収されて事件は解決したと思われる。だがボッシュはアリシアに不審を抱いて盗聴し、愛人のFBI捜査官マクスウェルと共謀して夫を殺しソブリンに罪を着せた容疑をかける。チャンドラーがアリシアを弁護して司法取引を引き出し、マクスウェルは逃走し相棒のリース捜査官に射殺される。チャンドラーがアリシアを弁護したため、マディはインターンを辞める。
6週間後、アリシアの公判が始まる。グレイスは統計のごまかしを指摘したために上司のクーパー警部から恨まれ、ヴェガ刑事への指導が不適切であるとして内部監査を受けるが乗り切る。アーヴィングは対立候補にテープを持ち出されて脅され、市長選から撤退し第三の候補を支持する。ボッシュはデイジー殺害犯を見つけ、多数の少女を誘拐して人身売買をしていたことを知る。少女たちを救うために、司法取引で刑を軽減せざるを得ない。エリザベスは自殺する。アヴリールは警察に協力して二人の刑事の殺害犯を逮捕させ、自分は検事との取引により追及を逃れながらギャリーの父親ドワイトを殺させる。エドガーはアヴリールを殺し正当防衛を主張する。トラヴィスの妻ヘザーはアリシアの公判で爆弾テロを仕掛けるが、ジョンソンとボッシュの機転で惨事は避けられる。マディはロースクールに行き検事を目指すことにする。

### シーズン7のあらすじ
シーズン7は『燃える部屋』に基づく。
ハリウッド署のボッシュら殺人課は、放火事件と、詐欺事件に発する連続暗殺事件の両方の解決を迫られる。
エドガーはアヴリールを射殺した罪悪感に苦しむ。内務監査では軽い処罰で済むも生活は乱れ、しばしば捜査でミスを犯す。
2019年の大みそかのイーストハリウッドでヒスパニック住民の多く住むアパートの放火事件が起きて5人が死に、施錠された非常扉の前で死んだ少女ソニアが「タマレの少女」としてネットで話題となる。死んだ管理人は、麻薬を扱うギャングと対立していたことが分かる。ギャングを逮捕するも、幹部のラ・マヨリスタは拘置所で殺害され、実行犯のアルバレスはFBIに身柄を奪われる。放火を命じた幹部のペニャはFBIの情報提供者であるために手を出せない。FBIと取引をしたアーヴィングは捜査の終結を命じる。
マディはチャンドラーの事務所のインターンとして働く。チャンドラーは詐欺犯のヴィンセント・フランゼンの弁護を引き受ける。フランゼンは服役を避けるために、ヘッジ・ファンド経営者のカール・ロジャースによる巨額のインサイダー取引の情報と引き換えに司法取引を図る。殺し屋がフランゼンを暗殺してチャンドラーに重傷を負わせる。ボッシュはニュートン署のロバートソンと協力して捜査を行う。エドガーの失言のせいでマディも狙われ、大陪審で証言しようとするところを襲われる。エドガーの助けで殺し屋は倒されるが、ボッシュのガールフレンドのソベル判事が巻き添えになる。暗殺を仲介したロジャースの弁護士フォウクスも口封じに殺される。ロジャースに続いて殺し屋の元締めのダッツが逮捕される。
ハリウッド署の殺人課のウエスト管区への統合の予定が決まり、殺人課転属を望む刑事たちは右往左往する。殺人課を率いるビレッツ警部補は女性差別主義者の巡査たちから嫌がらせを受けて内務監査に訴える。ビレッツは折り合いの悪い上司のクーパー警部と巡査たちに陥れられるも、ヴェガが工作を暴いて彼らを逮捕する。
アーヴィングとジュンは早産した息子の世話に苦労する。新市長ロペスを支持したアーヴィングは本部長再任を望むも、ロペスは交代を画策する。FBIとの取引でロペスの疑惑に関する捜査資料を手に入れ、脅迫で再任を勝ち取る。
アーヴィングはビレッツを警部に昇進させてクーパーの後釜に据える。マディは市警の職に応募する。ビレッツは異動を発表し、エドガーは本庁の強盗殺人課、ボッシュとヴェガはウエスト管区の殺人課、ピアスはハリウッド署の夜間勤務に回される。FBIはペニャの情報で二つのギャング組織の一括検挙を図る。ペニャを許せないボッシュは現場からペニャを拉致して逮捕し、FBIの作戦を台無しにする。新聞記者にアーヴィングとFBIの取引をリークする。ソニアの父がペニャを殺して復讐する。ボッシュは警察に失望して辞職し、私立探偵となる。

## 原作との差異
（原作については「ハリー・ボッシュ・シリーズ」参照。）

### 登場人物
主人公のハリー・ボッシュは、原作では1950年生まれであるが、本シリーズではシーズン1で47歳という設定であり17歳ほど若い。ベトナム戦争ではなく第一次湾岸戦争に従軍した元特殊部隊の兵士という設定である。原作でのボッシュは相棒が何回か交代したり停職中や休暇中には単独で捜査に当たったりしているが、本シリーズではほぼ一貫してジェリー・エドガーとコンビを組んでいる。
ハリウッド署のメンバーもほぼ一貫して同じ顔ぶれがたびたび登場するのは原作と異なる点である。特にジョンソンとムーアというコミカルなコンビは原作には無い。（ムーアという刑事は登場するが配属や役割が異なる。）
本シリーズではボッシュの娘マディがシーズン1から15歳の設定で登場し、シーズンを重ねるとともに大人になっていくが、原作でマディが登場するのは9作目になってからであり、その当時でも4歳である。
原作では1作にしか登場しなかった弁護士ハニー・チャンドラーが本シリーズではたびたび登場する。
原作では何人かの新聞記者が登場するが、本シリーズでは一貫してスコット・アンダーソン（演：エリック・ラディーン）が登場する。

## エピソード
| シーズン | シーズン | エピソード | 配信日        |
| -------- | -------- | ---------- | ------------- |
|          | 1        | 10         | 2015年2月13日 |
|          | 2        | 10         | 2016年3月11日 |
|          | 3        | 10         | 2017年4月21日 |
|          | 4        | 10         | 2018年4月13日 |
|          | 5        | 10         | 2019年4月19日 |
|          | 6        | 10         | 2020年4月17日 |
|          | 7        | 8          | 2021年6月25日 |

### シーズン1 (2015)
| 通算 話数 | シーズン 話数 | タイトル                                          | 監督                       | 脚本                                           | 公開日          |
| --------- | ------------- | ------------------------------------------------- | -------------------------- | ---------------------------------------------- | --------------- |
| 1         | 1             | "憂鬱なクリスマス" "Chapter One: 'Tis the Season" | Jim McKay                  | マイクル・コナリー & Eric Overmyer             | 2014年2月6日[1] |
| 2         | 2             | "迷える光" "Chapter Two: Lost Light"              | Kevin Dowling              | Tom Smuts & Eric Overmyer                      | 2015年2月13日   |
| 3         | 3             | "青い信仰" "Chapter Three: Blue Religion"         | Kevin Dowling              | Diane Frolov & Andrew Schneider                | 2015年2月13日   |
| 4         | 4             | "茶番" "Chapter Four: Fugazi"                     | アーネスト・ディッカーソン | ジョージ・P・ペレケーノス & マイケル・コナリー | 2015年2月13日   |
| 5         | 5             | "ママ" "Chapter Five: Mama's Boy"                 | アーネスト・ディッカーソン | William N. Fordes                              | 2015年2月13日   |
| 6         | 6             | "過ぎ去りし日々" "Chapter Six: Donkey's Years"    | ロクサン・ドースン         | Jennifer Ames & Steve Turner                   | 2015年2月13日   |
| 7         | 7             | "失われた子供たち" "Chapter Seven: Lost Boys"     | アレックス・ザクシェフスキ | Joe Gonzalez & Eric Overmyer                   | 2015年2月13日   |
| 8         | 8             | "天国と地獄" "Chapter Eight: High Low"            | Matt Earl Beesley          | William N. Fordes & Tom Smuts                  | 2015年2月13日   |
| 9         | 9             | "魔法の城" "Chapter Nine: The Magic Castle"       | アレックス・ザクシェフスキ | Diane Frolov & Andrew Schneider                | 2015年2月13日   |
| 10        | 10            | "善悪の彼岸" "Chapter Ten: Us and Them"           | Thomas Carter              | マイケル・コナリー & T.L. Lankford             | 2015年2月13日   |

### シーズン2 (2016)
| 通算 話数 | シーズン 話数 | タイトル                                   | 監督                       | 脚本                                      | 公開日        |
| --------- | ------------- | ------------------------------------------ | -------------------------- | ----------------------------------------- | ------------- |
| 11        | 1             | "トランク・ミュージック" "Trunk Music"     | アレックス・ザクシェフスキ | Eric Overmyer                             | 2016年3月11日 |
| 12        | 2             | "秘密が多すぎる" "The Thing About Secrets" | アレックス・ザクシェフスキ | Eric Overmyer & Tom Bernardo              | 2016年3月11日 |
| 13        | 3             | "夜の生贄" "Victim of the Night"           | Pieter Jan Brugge          | Diane Frolov & Andrew Schneider           | 2016年3月11日 |
| 14        | 4             | "不運な容疑者" "Who's Lucky Now?"          | Christine Moore            | Tom Smuts                                 | 2016年3月11日 |
| 15        | 5             | "失踪" "Gone"                              | アーネスト・ディッカーソン | William N. Fordes                         | 2016年3月11日 |
| 16        | 6             | "闇の銃弾" "Heart Attack"                  | アダム・デヴィッドソン     | Diane Frolov & Andrew Schneider           | 2016年3月11日 |
| 17        | 7             | "悪徳の代償" "Exit Time"                   | Kevin Dowling              | Tom Smuts & Tom Bernardo                  | 2016年3月11日 |
| 18        | 8             | "金の在処" "Follow the Money"              | アレックス・ザクシェフスキ | William N. Fordes & Joe Gonzalez          | 2016年3月11日 |
| 19        | 9             | "悪女と聖女" "Queen of Martyrs"            | Phil Abraham               | Eric Overmyer & Tom Bernardo              | 2016年3月11日 |
| 20        | 10            | "被害者に貴賎なし" "Everybody Counts"      | ティム・ハンター           | マイケル・コナリー & Terrill Lee Lankford | 2016年3月11日 |

### シーズン3 (2017)
| 通算 話数 | シーズン 話数 | タイトル                              | 監督                       | 脚本                             | 公開日        |
| --------- | ------------- | ------------------------------------- | -------------------------- | -------------------------------- | ------------- |
| 21        | 1             | "酔いどれ" "The Smog Cutter"          | アダム・デヴィッドソン     | Eric Overmyer                    | 2017年4月21日 |
| 22        | 2             | "不吉な名画" "The Four Last Things"   | アダム・デヴィッドソン     | Daniel Pyne                      | 2017年4月21日 |
| 23        | 3             | "神が見ている" "God Sees"             | アレックス・ザクシェフスキ | Tom Bernardo                     | 2017年4月21日 |
| 24        | 4             | "曲がったナイフ" "El Compadre"        | Sarah Pia Anderson         | Jeffrey Fiskin                   | 2017年4月21日 |
| 25        | 5             | "悲しき血痕" "Blood Under the Bridge" | アレックス・ザクシェフスキ | Elle Johnson                     | 2017年4月21日 |
| 26        | 6             | "トラブルメイカー" "Birdland"         | アーネスト・ディッカーソン | Daniel Pyne                      | 2017年4月21日 |
| 27        | 7             | "正しい選択" "Right Play"             | Christine Moore            | Jeffrey Fiskin                   | 2017年4月21日 |
| 28        | 8             | "アイ・バビ" "Aye Papi"               | アーネスト・ディッカーソン | Elle Johnson                     | 2017年4月21日 |
| 29        | 9             | "凶弾" "Clear Shot"                   | Stephen Gyllenhaal         | Eric Overmyer                    | 2017年4月21日 |
| 30        | 10            | "怪物" "The Sea King"                 | アーネスト・ディッカーソン | Daniel Pyne & マイケル・コナリー | 2017年4月21日 |

### シーズン4 (2018)
| 通算 話数 | シーズン 話数 | タイトル                                          | 監督                       | 脚本                          | 公開日        |
| --------- | ------------- | ------------------------------------------------- | -------------------------- | ----------------------------- | ------------- |
| 31        | 1             | "エンジェルズ・フライト" "Ask the Dust"           | Aaron Lipstadt             | John Mankiewicz & Daniel Pyne | 2018年4月13日 |
| 32        | 2             | "バンカーヒルの夢" "Dreams of Bunker Hill"        | Aaron Lipstadt             | John Mankiewicz & Daniel Pyne | 2018年4月13日 |
| 33        | 3             | "疑心暗鬼" "Devil in the House"                   | アレックス・ザクシェフスキ | Tom Bernardo                  | 2018年4月13日 |
| 34        | 4             | "決別" "Past Lives"                               | ティム・ハンター           | Shaz Bennett & Elle Johnson   | 2018年4月13日 |
| 35        | 5             | "冷たいプール" "The Coping"                       | Alex Zakrzewski            | Jeffrey Fiskin                | 2018年4月13日 |
| 36        | 6             | "誤った道" "The Wine of Youth"                    | Zetna Fuentes              | John Mankiewicz               | 2018年4月13日 |
| 27        | 7             | "隠された真相" "Missed Connections"               | Daisy von Scherler Mayer   | Jeffrey Fiskin                | 2018年4月13日 |
| 38        | 8             | "イントゥ・ダスト" "Dark Sky"                     | アーネスト・ディッカーソン | Elle Johnson                  | 2018年4月13日 |
| 39        | 9             | "裏切りの色" "Rojo Profundo"                      | Neema Barnette             | Michael Connelly              | 2018年4月13日 |
| 40        | 10            | "名もなき死に祈りを" "Book of the Unclaimed Dead" | アーネスト・ディッカーソン | Daniel Pyne                   | 2018年4月13日 |

### シーズン5 (2019)
| 通算 話数 | シーズン 話数 | タイトル                                 | 監督                       | 脚本                     | 公開日        |
| --------- | ------------- | ---------------------------------------- | -------------------------- | ------------------------ | ------------- |
| 41        | 1             | "真実は二種類" "Two Kinds of Truth"      | アレックス・ザクシェフスキ | Daniel Pyne              | 2019年4月19日 |
| 42        | 2             | "ゾンビ集団" "Pill Shills"               | アレックス・ザクシェフスキ | Eric Overmyer            | 2019年4月19日 |
| 43        | 3             | "最後の処方箋" "The Last Scrip"          | Daisy von Scherler Mayer   | Elle Johnson             | 2019年4月19日 |
| 44        | 4             | "死者への冒とく" "Raise the Dead"        | Laura Belsey               | Tom Bernardo             | 2019年4月19日 |
| 45        | 5             | "思い込み" "Tunnel Vision"               | Patrick Cady               | Jeffrey Fiskin           | 2019年4月19日 |
| 46        | 6             | "潜入捜査" "The Space Between the Stars" | Neema Barnette             | Shaz Bennett             | 2019年4月19日 |
| 47        | 7             | "砂漠の英知" "The Wisdom of the Desert"  | Aaron Lipstadt             | Jeffrey Fiskin           | 2019年4月19日 |
| 48        | 8             | "救いの山" "Salvation Mountain"          | アーネスト・ディッカーソン | Tom Bernardo             | 2019年4月19日 |
| 49        | 9             | "闘いは続く" "Hold Back the Night"       | Aaron Lipstadt             | Eric Overmyer            | 2019年4月19日 |
| 50        | 10            | "殺人者の署名" "Creep Signed His Kill"   | アーネスト・ディッカーソン | Daniel Pyne & Katie Pyne | 2019年4月19日 |

### シーズン6 (2020)
| 通算 話数 | シーズン 話数 | タイトル                                 | 監督                       | 脚本                          | 公開日        |
| --------- | ------------- | ---------------------------------------- | -------------------------- | ----------------------------- | ------------- |
| 51        | 1             | "死角" "The Overlook"                    | Daisy von Scherler Mayer   | Eric Overmyer & Tom Bernardo  | 2020年4月17日 |
| 52        | 2             | "敵か味方か" "Good People on Both Sides" | アレックス・ザクシェフスキ | Daniel Pyne                   | 2020年4月17日 |
| 53        | 3             | "豚" "Three Widows"                      | Patrick Cady               | Shaz Bennett                  | 2020年4月17日 |
| 54        | 4             | "盗聴" "Part of the Deal"                | Michael McDonough          | Tom Bernardo                  | 2020年4月17日 |
| 55        | 5             | "マネー・ハニー" "Money, Honey"          | Trey Batchelor             | Jeffrey Fiskin & Katie Pyne   | 2020年4月17日 |
| 56        | 6             | "エース・ホテル" "The Ace Hotel"         | Zetna Fuentes              | Alex Meenehan                 | 2020年4月17日 |
| 57        | 7             | "苦い決断" "Hard Feelings"               | Hagar Ben Ashe             | Jeffrey Fiskin                | 2020年4月17日 |
| 58        | 8             | "模倣犯" "Copy Cat"                      | アーネスト・ディッカーソン | Eric Overmyer & Alex Meenehan | 2020年4月17日 |
| 59        | 9             | "暗く聖なる夜" "Dark Sacred Night"       | Tara Nicole Weyr           | Daniel Pyne & Osokwe Vasquez  | 2020年4月17日 |
| 60        | 10            | "正義の男" "Some Measure of Justice"     | アーネスト・ディッカーソン | マイケル・コナリー            | 2020年4月17日 |

### シーズン7 (2021)
| 通算 話数 | シーズン 話数 | タイトル                        | 監督                       | 脚本                               | 公開日        |
| --------- | ------------- | ------------------------------- | -------------------------- | ---------------------------------- | ------------- |
| 61        | 1             | "非情な炎" "Brazen"             | アレックス・ザクシェフスキ | Eric Overmyer                      | 2021年6月25日 |
| 62        | 2             | "悪の手先" "The Dog You Feed"   | Patrick Cady               | Osokwe Vasquez                     | 2021年6月25日 |
| 63        | 3             | "砂の砦" "Sabes Demasiado"      | アレックス・ザクシェフスキ | Jeffrey Fiskin                     | 2021年6月25日 |
| 64        | 4             | "証拠隠滅" "Triple Play"        | Patrick Cady               | Lolis Eric Elie                    | 2021年6月25日 |
| 65        | 5             | "光まだ遠く" "Jury's Still Out" | アレックス・ザクシェフスキ | Benjamin Pitts                     | 2021年6月25日 |
| 66        | 6             | "汚れた大義" "The Greater Good" | Patrick Cady               | Alex Meenehan & Jessica Kivnik     | 2021年6月25日 |
| 67        | 7             | "打開策" "Workaround"           | アレックス・ザクシェフスキ | Elle Johnson & Mitzi Roberts       | 2021年6月25日 |
| 68        | 8             | "ソニアのために" "Por Sonia"    | Patrick Cady               | マイクル・コナリー & Eric Overmyer | 2021年6月25日 |

## スピンオフ
シーズン7終了後、新たにスピンオフ作品『ボッシュ: 受け継がれるもの』(Bosch: Legacy)の製作が発表された。2022年5月6日より、IMTb TVあらためAmazon Freeveeで配信され、一部地域ではAmazonオリジナルとして配信されている。シーズン2も配信されている。
2023年2月、エドガーを主人公としたシリーズ、およびレネイ・バラード刑事を主人公としたシリーズが検討中であると報じられた。
2023年11月、レネイ・バラード刑事を主人公としたシリーズの製作が発表された。マギー・Q主演の『バラード 未解決事件捜査班』が2025年7月9日にAmazon Prime Videoで公開された。

## 製作

### 企画
弁護士ハニー・チャンドラーを演じるミミ・ロジャースは、当初はチャンドラーがシーズン7の最後で死ぬ脚本であったのだが、その後のスピンオフ作品の計画が決まったことでチャンドラーがまた活躍することになったと明かした。彼女はプライベートで実際に拳銃強盗に遭ったことがあり、その経験がチャンドラーを演じることに役立っていると語った。

### ロケーション
撮影に使われたボッシュの家は、刑事コロンボ「殺人処方箋」で使われた家とは異なるが、同じ地域にある。

### 主題歌
- Can't Let Go：コート・ア・ゴースト（英語版）、作詞・作曲：ジェス・ノーラン、アルバム：Human Nature

## 評価

### 受賞歴
| 年   | 賞名                           | 分野                                 | ノミネート | 結果       | Ref.   |
| ---- | ------------------------------ | ------------------------------------ | --- | ---------- | ------ |
| 2015 | 第67回プライムタイム・エミー賞 | メインタイトルデザイン賞             | Grant Lau(クリエイティブ・ディレクター)、JJ Gerber（クリエイティブ・プロデューサー）、Michael Radtke（編集）、Rod Basham（フレームアーティスト） | ノミネート | [ 16 ] |
| 2015 | 第42回 サターン賞              | テレビ部門助演男優賞                 | ランス・レディック | ノミネート |        |
| 2015 | 第42回 サターン賞              | 最優秀ニューメディア・テレビシリーズ | BOSCH/ボッシュ | ノミネート |        |
| 2016 | 第43回 サターン賞              | 最優秀ニューメディア・テレビシリーズ | BOSCH/ボッシュ | ノミネート | [ 16 ] |